# Agepê
Pour les articles homonymes, voir AGP.
Agepê, de son véritable nom Antônio Gilson Porfírio, né le 10 août 1942 à Rio de Janeiro et mort le 30 août 1995 dans la même ville, est un chanteur et compositeur brésilien. Son nom d'artiste consiste en les initiales AGP d'Antônio Gilson Porfírio. Sa discographie se caractérise par un style romantique et sensuel que d'aucuns ont qualifié de commercial. 
Son principal succès est la chanson Deixa eu te amar (Laisse moi t'aimer), illustrant la novela de la TV Globo Vereda tropical. Son disque à succès Mistura Brasileira a été vendu à plus d'un million et demi d'exemplaires.

## Biographie
Né en 1942, Agepê travaille comme transporteur de bagages. Son surnom de l'époque est Ripinha. Il est aussi concepteur technique pour la société Telecomunicações do Rio de Janeiro, qu'il abandonne ensuite pour poursuivre sa carrière artistique.
Sa carrière discographique débute en 1975 lorsqu'il publie Moro onde não mora ninguém (J'habite où personne ne vit), son premier succès, qui est ensuite remixé par Wando. Neuf ans plus tard, il écrit et chante Let Me Love You, qui était aussi la bande originale de la telenovela Vereda tropical (pt). Le LP Mistura Brasileira, qui contenait cette chanson, est le premier album de samba à dépasser le million de copies vendues.
Il fait partie du groupe de compositeurs de l'école de samba Portela. Il a également remixé avec succès Cama et Mesa de Roberto Carlos et Erasmo Carlos.
Le 27 août 1995, il est admis à la clinique São Bernardo pour un ulcère aggravé par le diabète. Le lendemain, il entre dans le coma. Il meurt le 30 août et enterré dans le cimetière São Francisco Xavier du quartier de Caju (pt) à Rio de Janeiro.

## Discographie
- Moro Onde Não Mora Ninguém (1975)
- Agepê (1977)
- Canto De Esperança (1978)
- Tipo Exportação (1978)
- Agepê (1979)
- Agepê (1981)
- Mistura Brasileira (1984) - 1 500 000 de copies vendues.
- Agepê (1985)
- Agepê (1986)
- Agepê (Philips, 1987)
- Canto Pra Gente Cantar (Philips, 1988)
- Cultura Popular (Philips, 1989)
- Agepê (Philips, 1990)
- Me Leva (Philips, 1992)
- Feliz Da Vida (Warner Music, 1994)
- Maxximum (Sony BMG, 2005)